# 1744년의 대혜성
1744년의 대혜성(Great Comet of 1744), 클링켄베르흐-슈조 혜성(Comet Klinkenberg-Chéseaux), 드 슈조 혜성(프랑스어: Comète de Cheseaux), 클링켄베르흐 혜성(Komet Klinkenberg)은 1743년부터 1744년까지 나타났던 혜성으로, 1743년 11월 얀 더뮝크가, 같은 해 12월 9일에는 디르크 클링켄베르흐가, 12월 13일에는 장-필리프 드 슈죠가 각각 발견하였다. 혜성은 1744년에 수 개월에 걸쳐 맨눈으로 관측할 수 있었으며, 절대등급은 0.5등급까지 올라가, 역사 시대에 출현한 혜성 중 6번째로 밝은 혜성이었다. 겉보기등급이 -7등급까지 올라갈 정도로 밝아졌으며, 이에 따라 대혜성으로 분류하고 있다. 이 혜성은 근일점 통과 후 꼬리 6개가 생겨난 것으로도 유명하다.

## 발견
1744년의 대혜성은 1743년 11월 29일 미델뷔르흐에 있던 얀 더뮝크가 처음으로 발견하였으며, 같은 해 12월 9일에는 하를럼에 있던 디르크 클링켄베르흐도, 12월 13일에는 로잔의 관측소에 있던 장-필리프 드 슈조도 서로의 발견 정보를 모른 채 독자적으로 혜성을 관측하였다. 슈조는 혜성에 꼬리가 없고, 약 3등급 정도의 성운처럼 보이는 별이었다고 적었으며, 코마의 지름은 약 5분이었다고 기록하였다.
혜성의 밝기는 근일점에 접근함에 따라 밝아졌으며, 1744년 2월 18일에는 밝기가 금성(겉보기등급 -4.6)과 비슷해졌고, 이 때 꼬리는 2개가 있었다는 기록이 남아 있다.

## 근일점 통과와 '6개의 꼬리'
혜성은 1744년 3월 1일 근일점을 통과했으며, 이 때 태양과의 거리는 0.2 천문단위였다. 이 시기 혜성은 매우 밝아져 낮에도 맨눈으로 볼 수 있을 정도였다. 혜성이 태양에서 멀어지며, 일출 전 혜성의 머리 부분이 아직 보이지 않을 때 꼬리가 떠오르는 모습을 볼 수 있었다. 1744년 3월 초 슈조를 비롯한 여러 천문학자는 수평선 위로 꼬리 6개가 부채 모양을 이루며 떠오르는 진귀한 광경을 볼 수 있었다고 적었다.

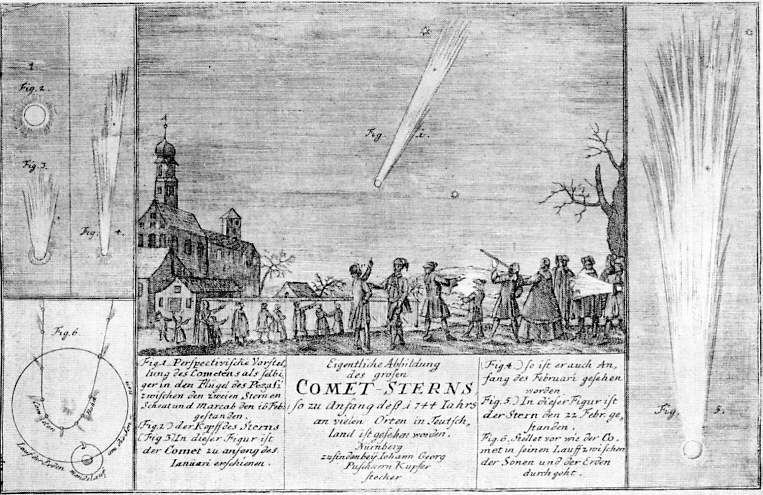
1744년 뉘른베르크에서 관측한 대혜성의 모습.

간혹 일부 혜성에서 꼬리가 여럿 생기는 경우는 있었지만, 1744년의 대혜성처럼 6개나 생기는 현상은 전대미문이었기 때문에, 천문학계에서도 이를 설명하기 위해 상당한 곤란을 겪었다. 현재 제안된 이론으로는, 혜성의 핵 표면에 있는 활동원 3개 가량이 자전으로 인해 태양에 교대로 노출되며 발생한 것이라는 이론이나, 웨스트 혜성이나 맥노트 혜성의 꼬리에서 생긴 '먼지 선'이 단순히 강하게 드러난 사례라는 이론 등이 있다.

## 다른 관측 기록
3월 9일 슈조가 남긴 관측 기록이 북반구에서의 마지막 혜성 관측 기록이었으나, 남반구에서는 혜성을 계속 관측할 수 있었으며, 이 중 3월 18일의 관측 기록에서는 혜성의 꼬리 길이가 90도 가량이었다는 내용이 남아 있다. 같은 해 4월 22일 이후로는 관측 기록이 남아 있지 않다.
이 혜성에 대한 중국 천문 기록에는 혜성과 어떠한 '소리'가 관련되어 있다는 내용이 남아 있는데, 이는 지구의 자기권과 혜성 입자가 상호작용하여 오로라를 만드는 현상과 관련이 있을 수 있다. 간포 시대 일본의 역사서인 일본왕대일람에도 이 혜성의 관측 기록이 남아 있다.
예카테리나 2세는 혼인을 위해 러시아로 향하던 중 이 혜성을 관측하였다.